# Cryptus unicarinatus
Cryptus unicarinatus är en stekelart som beskrevs av Kokujev 1909. Cryptus unicarinatus ingår i släktet Cryptus och familjen brokparasitsteklar. Inga underarter finns listade i Catalogue of Life.